# Chasse & Pêche (chaîne de télévision)
Pour les articles homonymes, voir Chasse et Pêche.
Chasse & Pêche est une chaîne de télévision thématique française consacrée à la chasse et à la pêche. Magazines, actualités, conseils : des chasseurs et pêcheurs partagent leurs passions et délivrent tous leurs trucs et astuces. Faites le tour du monde des meilleurs spots de pêche et partez à l’aventure pour des parties de chasse et de pêche exceptionnelles. La chaîne fait partie du groupe Mediawan (Mediawan Thematics).

## Histoire de la chaîne
Créée en mai 1996 pour le bouquet AB Sat, Chasse & Pêche est une chaîne thématique consacrée aux loisirs de la chasse et de la pêche et aux passionnés qui s'y adonnent. Depuis le rachat d’AB Groupe le 30 janvier 2017 par Mediawan la chaîne fait partie de la société Mediawan Thematics.

### Identité visuelle (logo)

Logo de Chasse & Pêche du 2 mai 1996 au 22 juin 2011
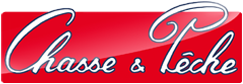
Logo de Chasse & Pêche du 23 juin 2011 au 28 juin 2013
Logo de Chasse & Pêche depuis le 29 juin 2013

## Organisation

### Dirigeants
Directeur général de Mediawan Thematics : 
- Vincent Grynbaum

Directrice générale adjointe en charge des contenus : 
- Sonia Latoui

Directrice des antennes, de la programmation et des productions chaines documentaires Mediawan Thematics :
- Marie De Maublanc

Directrice adjointe en charge des antennes et de la programmation des chaines documentaires Mediawan Thematics : 
- Chloé Jouve

Responsable éditorial :  
- Eric Dummontet

## Programmes
L'unique thème de la chaîne est tous les types de pêche et de chasse à travers le monde. Avec 20 heures de programmes par jour, Chasse & Pêche s'adresse à tous ceux, professionnels ou simples passionnés de ces deux loisirs, amoureux du terroir et de la nature et qui s'intéressent à un univers, qui, comme son programme, évolue au rythme des saisons.

## Diffusion
Chasse & Pêche était diffusée à l'origine uniquement sur AB Sat, mais est aujourd'hui disponible moyennant un abonnement sur l'ensemble des réseaux des câblo-opérateurs français, belges et suisses et sur les bouquet satellites Bis Télévisions, Canal+, La TV d'Orange, et Télésat ainsi qu'en OTT sur l'offre Réglo-Télévision.
- Canal+ : canal n°122
- Orange : canal n° 120 (Bouquet Sports Max, Bouquet Famille, Pack Famille et Disney+, Bouquet Intense)
- SFR : canal n°  181 (Power , Premium, Bouquet Famille)
- Free : canal n°  216 (À la carte et en option dans les packs : BIS Premium, BIS Ultimum, BIS Panorama)
- Bouygues Telecom : canal n°  129 (Bouquet Famille, Bouquet Divertissement )
- BIS TV : canal n°  41 (Panorama Ultimum)
- Molotov
- Amazon Channels

## Annexe